# Книга воріт

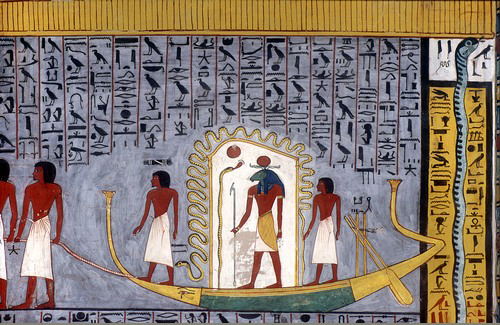
Ра, який мандрує по підземному світу у своїй барці. Фреска з гробниці Рамсеса I (KV16)

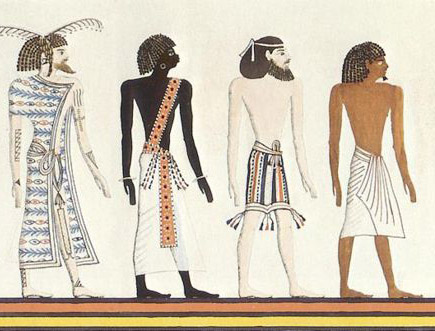
Чотири раси світу (справа наліво): єгиптянин, азієць, нубієць і лівієць. Зображення створено за фресці з гробниці Сеті I

Книга воріт — давньоєгипетські заупокійні тексти, з'явилися в епоху Нового царства. У книзі розповідається про перехід душі недавно померлої людини в наступний світ, аналогічно подорожі сонця, яке вирушає в загробний світ в нічні години. Душі потрібно пройти через ряд «воріт» на різних етапах свого шляху. Кожні врата охороняють різні богині, тому від померлого потрібне знання особливостей кожної з них. У тексті передбачається, що деякі душі пройдуть неушкодженими, в той час як інші будуть страждати й мучитися у вогняному озері.

## Категорії
Найбільш відома на сьогодні частина Книги воріт згадує про різні раси людей, відомих стародавнім єгиптянам. Ці раси умовно поділені на чотири категорії: «єгиптяни», «азіати», «лівійці» і «нубійці». Вони зображені так, як входять один за одним у загробний світ.
Текст і зображення пов'язані з Книгою воріт і зустрічаються в багатьох гробницях Нового царства. Книга воріт присутня у всіх царських гробницях від Хоремхеба до Рамсеса VII. Вона також присутня в гробниці художника і ремісника Сеннеджема, який працював у селі Дейр-ель-Медіна і будував гробниці фараонам Нового царства.
Богині, описані в Книзі воріт, мали різні титули й носили одяг, пофарбований у різні кольори, в усьому іншому вони були схожі, наприклад, над головою у кожної з них була п'ятипроменева зірка. Опис більшості богинь можна зустріти тільки в Книзі воріт і ніде більше. З цієї причини було висловлено припущення, що Книга воріт є свого роду способом визначення години ночі. Кожна з богинь являла собою зірку, яка з'являлася на небосхилі в конкретну годину в нічний час.

## Титули богинь
| Година | Титул                             | Тлумачення титулу              |
| ------ | --------------------------------- | ------------------------------ |
| 1      | Та, що розколює голови ворогів Ра |                                |
| 2      | Мудра захисниця пана              |                                |
| 3      | Та, хто розрізає наскрізь Ба      |                                |
| 4      | Та, у якої велика сила            |                                |
| 5      | Та, хто на своєму човні           |                                |
| 6      | Успішна провідниця                |                                |
| 7      | Та, хто відганяє змій             |                                |
| 8      | Пані ночі                         |                                |
| 9      | Та, якою захоплюються             |                                |
| 10     | Та, хто обезглавлює заколотників  |                                |
| 11     | Зірка, яка відганяє заколотників  |                                |
| 12     | Свідок пишноти Ра                 | Тобто свідок сонця на світанку |